# ハインリヒ・ヴァウラ・フォン・フェルンゼー

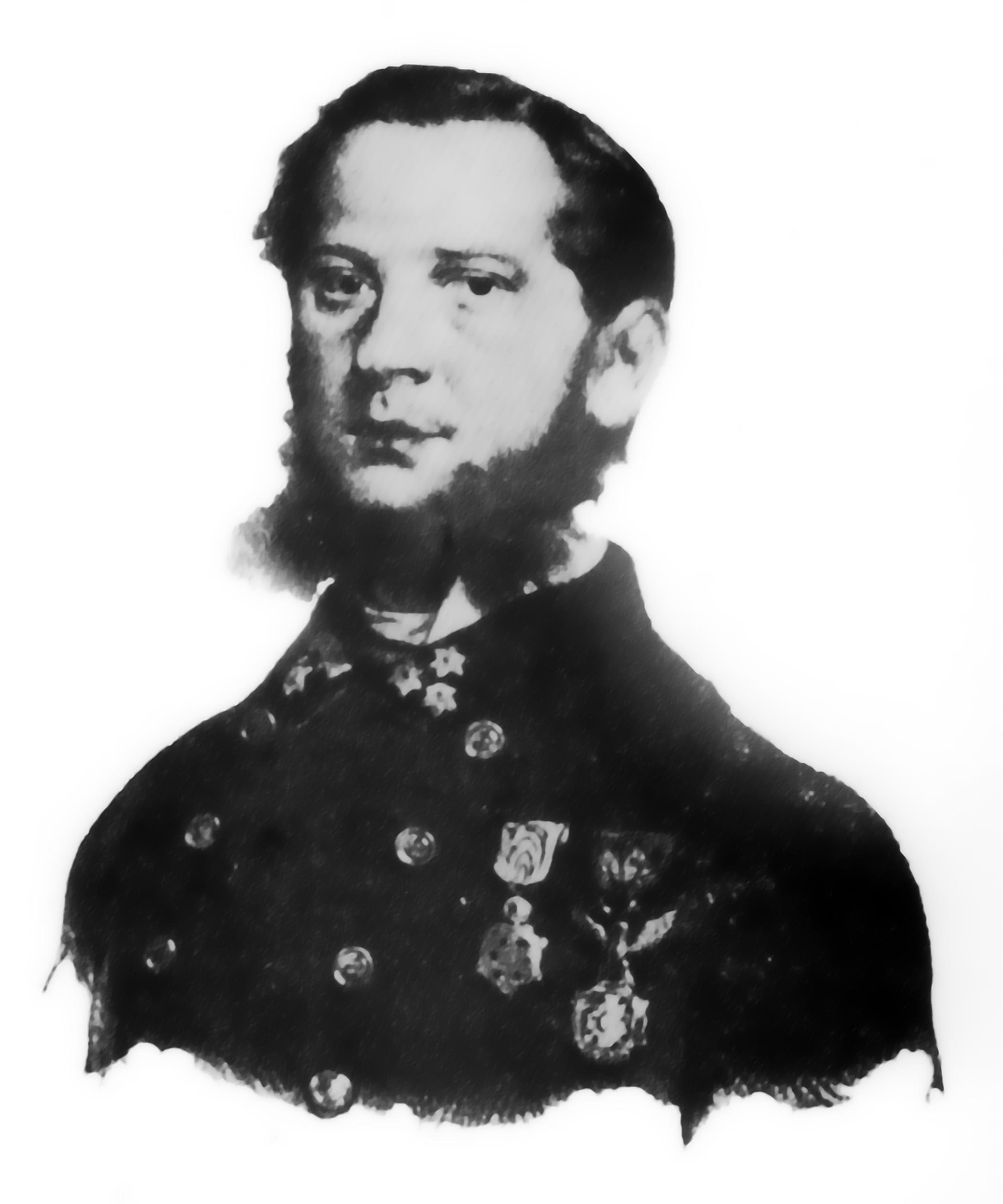
Heinrich Wawra Ritter von Fernsee 1831 - 1881

ハインリヒ・ヴァウラ・フォン・フェルンゼー（Heinrich Wawra Ritter von Fernsee、チェコ名:ヴァーヴラ、Jindřich Blažej Vávra、1831年2月2日 - 188年5月1日）は、チェコ生まれのオーストリア＝ハンガリー帝国海軍の船医、植物学者、探検家である。多くの航海で各地の植物を採集した。

## 略歴
ブルノに粉屋の5人兄弟の末子に生まれた。1849年から1855年の間、ウィーン大学で医学と植物学を学んだ後、1855年12月にオーストリア＝ハンガリー帝国海軍に入隊し船医を務めた。この時代の艦隊司令官はフェルディナント・マクシミリアン大公であった。1878年に、収集した膨大な標本を整理するために海軍を除隊した。ヴァウラの参加した航海には以下のようなものがある。
- 1856年、スクーナー、Saida号で西地中海へ航海。
- 1857年-1858年、コルベット艦Carolin号の船医として、フリゲート艦、SMS Novaraとともにジブラルタル、マデイラ、オーストラリアのテネリフ、ブラジル、喜望峰、ベンゲラ、ルアンダ、アセンション島、カーボベルデ、ジャワ島、シンガポール、タイ、ベトナム、中国、日本、ハワイ、南米を周航。
- 1859年–1860年、駆逐艦、Elisabethの船医としてマクシミリアン大公のブラジル訪問に同行。
- 1860年-1861年、フリゲート艦、Adria号の船医として エリーザベト皇后のギリシャのケルキラでの静養に随行。
- 1864年-1865年、 メキシコ皇帝マクシミリアンの移動のためのフリゲート艦 SMS Novaraの船医として同行。
- 1868年-1871年 フリゲート艦 Donauの船医として、東アジアに外交、通商目的のコルベット艦 Friedrichとともに、リヴァプール、ニューヨーク、サンフランシスコ、ホノルル、ニュージーランド、オーストラリア、セイロン、サイゴン、中国、日本、香港、マカオ、シンガポール、ジャワ島を訪問。
- 1872年-1873年、海軍を休職してザクセン＝コーブルク＝ゴータ家の皇族の世界周航に同道。
- 1875年-1877年、フリゲート艦 Radetzky でレバント海を周航
- 1879 2度目の世界周航。

パイナップル科 のフェルンセエア属（Fernseea）に献名されている。

## 著作
- "Botanische Ergebnisse der Reise Seiner Majestät des Kaisers von Mexico Maximilian I. nach Brasilien (1859-60)." Auf allerhöchst dessen Anordnung beschrieben und hrsg. von Heinrich Wawra. Wien, C. Gerold's Sohn, 1866.
- "Itinera principum S. Coburgi : die botanische Ausbeute von den Reisen ihrer Hoheiten der Prinzen von Sachsen-Coburg-Gotha, I. Reise der Prinzen Philipp und August um die Welt (1872-1873), II. Reise der Prinzen August und Ferdinand nach Brasilien" (1879) beschrieben von Heinrich Ritter Wawra v. Fernsee.
- "Neue Pflanzenarten gesammelt auf der transatlantischen Expedition Sr. k. Hoheit des durchlauchtigsten Herrn Erzherzog Ferdinand Maximilian." von H. Wawra und Franz Maly, beschrieben von Dr. Heinrich Wawra